# Пушовце
Пушовце (слч. Pušovce) насељено је мјесто са административним статусом сеоске општине (слч. obec) у округу Прешов, у Прешовском крају, Словачка Република.

## Становништво
| Година:    | 1994. | 2004.   | 2014.   | 2024.   |
| ---------- | ----- | ------- | ------- | ------- |
| Број људи: | 528   | 549     | 527     | 563     |
| Разлика:   |       | +3,97 % | -4,00 % | +6,83 % |

| Година:    | 2023. | 2024.   |
| ---------- | ----- | ------- |
| Број људи: | 545   | 563     |
| Разлика:   |       | +3,30 % |

Према подацима о броју становника из 2024. године насеље је имало 563 становника.